# Джеффри (архиепископ Йоркский)
Джеффри (англ. Geoffrey, около 1152 — 12 декабря 1212 или 18 декабря 1212, Saint-Sylvestre, Королевство Франция) — незаконнорождённый сын короля Англии Генриха II Плантагенета, избранный епископ Линкольна и архиепископ Йоркский. Личность его матери неизвестна, но, возможно, её звали Икенаи. Джеффри занимал несколько низших церковных должностей, прежде чем стать епископом Линкольна в 1173 году, хотя не был рукоположён вплоть до 1189 года. В 1173—1174 годах возглавил кампанию в Северной Англии, помогая подавить мятеж своих законных единокровных братьев; в ходе кампании был пленён Вильгельм, король Шотландии. К 1182 году папа Луций III повелел Джеффри уйти с поста епископа Линкольна, если тот не будет рукоположён; он решил уйти в отставку и вместо этого стал канцлером. Джеффри был единственным из сыновей Генриха II, кто был рядом с королём, когда тот скончался.
После восшествия на престол, единокровный брат Джеффри, Ричард I, назначил его архиепископом Йоркским; вероятно, это было сделано для того, чтобы устранить потенциального соперника за престол. К неудовольствию Джеффри, его рукоположили в архиепископы в 1191 году. Вскоре он оказался втянутым в конфликт с Уильямом де Лоншаном, регентом Ричарда на время Третьего крестового похода, после того, как был задержан в Дувре по возвращении из Франции. Джеффри требовал убежища в городе, но был схвачен агентами Лоншана и ненадолго заключён в Дуврский замок. Впоследствии совет баронов изгнал Лоншана, а Джеффри наконец приехал в свою архиепархию. Он провёл бо́льшую часть своего архиепископства в спорах со своими единокровными братьями: сначала Ричардом, а затем и Иоанном Безземельным, который унаследовал английский престол в 1199 году. Джеффри также поссорился со своими епископами-суффраганами, кафедральным капитулом и прочим духовенством в Йорке. Его последняя ссора с Иоанном произошла в 1207 году, когда архиепископ отказался разрешить сбор налога и был изгнан во Францию. Джеффри умер там пять лет спустя.